# The Perfect Woman
The Perfect Woman este un film SF de comedie britanic din 1949 regizat de Bernard Knowles. În rolurile principale joacă actorii Patricia Roc, Stanley Holloway și Nigel Patrick.

## Prezentare
Un om de știință (Miles Malleson) creează în laboratorul său ceea ce consideră el că este femeia perfectă (Pamela Devis). Nepoata sa, interpretată de Patricia Roc, decide să se amuze pretinzând a fi ea această femeie artificială. Povestea filmului prezintă un om a cărui slujbă este să escorteze o femeie timp de o noapte prin oraș.

## Distribuție
- Patricia Roc ca Penelope Belman
- Stanley Holloway ca Ramshead
- Nigel Patrick ca Roger Cavendish
- Miles Malleson ca Profesor Ernest Belman
- Irene Handl ca Doamna Butters
- Anita Sharp-Bolster ca Doamna Diana
- Fred Berger ca Farini
- David Hurst ca Wolfgang Winkel
- Pamela Devis ca Olga Robotul
- Jerry Verno ca Football Fan On Underground
- Johnnie Schofield - colector de bilete
- Philippa Gill ca Doamna Mary
- Jerry Desmonde ca managerul magazinului de haine
- Dora Bryan ca  model în magazin
- Noel Howlett ca om de știință